# Chimmanakatti, Badami
Chimmanakatti là một làng thuộc tehsil Badami, huyện Bagalkot, bang Karnataka, Ấn Độ.